# Saint-Maurice-de-Ventalon
Saint-Maurice-de-Ventalon è un comune francese soppresso e frazione del dipartimento della Lozère nella regione dell'Occitania. Dal 1º gennaio 2016 si è fuso con i comuni di Fraissinet-de-Lozère e Le Pont-de-Montvert per formare il nuovo comune di Pont-de-Montvert-Sud-Mont-Lozère.

## Storia

### Simboli
Lo stemma è riprodotto nell'Armorial Général de France del 1696.

## Società

### Evoluzione demografica
Abitanti censiti